# Achim Kadelbach
Hans-Joachim Kadelbach (* 11. Mai 1939 in Berlin) ist ein deutscher Segelsportler.
Im Alter von zwölf Jahren begann er seine Segelkarriere auf dem Berliner Wannsee. Er ist Mitglied des Vereins Seglerhaus am Wannsee und war über viele Jahre im Vorstand des Vereins. Er nahm, ebenso wie sein Vater Hans Kadelbach und seine Tochter Kathrin Kadelbach (* 1983) an Olympischen Spielen teil. Er war bei den Olympischen Spielen 1960 in Rom Ersatzmann  des bei einer Wettfahrt erkrankten Ingo von Bredow als Vorschoter von Rolf Mulka im Flying Dutchman. Mulka und von Bredow gewannen die Bronzemedaille.